# Afrodacarellus reticulatus
Afrodacarellus reticulatus är en spindeldjursart som först beskrevs av Loots 1969.  Afrodacarellus reticulatus ingår i släktet Afrodacarellus och familjen Rhodacaridae. Inga underarter finns listade i Catalogue of Life.